# Херкенрат, Эрланд
Эрланд Франц Херкенрат (нем. Erland Franz Herkenrath; 24 сентября 1912, Цюрих — 17 июля 2003, Веггис, Люцерн) — швейцарский гандболист, полевой игрок. Бронзовый призёр летних Олимпийских игр 1936 года, серебряный призёр чемпионата мира 1938 года.

## Биография
Эрланд Херкенрат родился 24 сентября 1912 года в швейцарском городе Цюрих в семье уроженца Кёльна и уроженки Норрчёпинга, поселившихся здесь в 1910 году.
Окончил Швейцарский федеральный технологический институт в Цюрихе.
В 1931 году был одним из основателей гандбольной секции цюрихского «Грассхоппера». Выступал за него на протяжении всей карьеры до 1956 года. В составе «Грассхоппера» шесть раз становился чемпионом Швейцарии.
В 1936 году вошёл в состав сборной Швейцарии по гандболу на летних Олимпийских играх в Берлине и завоевал бронзовую медаль. Играл в поле, провёл 5 матчей, мячей не забрасывал.
В 1938 году завоевал серебряную медаль чемпионата мира в Берлине. Всего на его счету 9 матчей за сборную
После окончания игровой карьеры до середины 1980-х годов возглавлял фирму своего отца, которая выпускала электротехническую аппаратуру для швейцарских компаний.
После выхода на пенсию поселился в Веггисе.
Умер 17 июля 2003 года в Веггисе.